# EuroLeague 2015/16
Die Saison 2015/16 war die 16. Spielzeit der EuroLeague (offiziell Turkish Airlines EuroLeague) unter Leitung der ULEB und die insgesamt 59. Saison des bedeutendsten Wettbewerbs für europäische Basketball-Vereinsmannschaften, der von 1958 bis 2000 von der FIBA unter verschiedenen Bezeichnungen organisiert wurde.
Den Titel gewann ZSKA Moskau. Für die Russen war es der dritte Gewinn der EuroLeague. Zuvor triumphierten die Moskauer viermal im FIBA Europapokal der Landesmeister.

## Modus
Von den 24 an der EuroLeague teilnehmenden Mannschaften waren alle direkt für die Gruppenphase qualifiziert. Eine Qualifikation wurde im Gegensatz zu den vergangenen Spielzeiten also nicht ausgetragen.
Die 24 Mannschaften wurden in vier Gruppen zu je sechs Mannschaften eingeteilt, wobei jede Mannschaft je ein Heim- und Auswärtsspiel gegen jede andere Mannschaft im Rundenturnier-Modus (englisch round robin) bestritt. Die vier bestplatzierten Mannschaften jeder Gruppe wurden in die zwei Gruppen der zweiten Gruppenphase zugeteilt, in der ebenfalls jede Mannschaft je ein Heim- und Auswärtsspiel gegen jede andere Mannschaft bestritt. Die bestplatzierten vier Mannschaften der zweiten Gruppenphase qualifizierten sich für die K.O.-Runde, welche als Play-off im „Best-of-Five“-Modus ausgespielt wurde. Die vier sich durchsetzenden Mannschaften qualifizierten sich für das Final-Four-Turnier in Berlin.

## Teilnehmer an der Hauptrunde
| Land/Liga                     | Mannschaft                   | Halle                     | Plätze | VJP 1 | Lizenz | Land/Liga              | Mannschaft                 | Halle                                     | Plätze         | VJP 1  | Lizenz |
| ----------------------------- | ---------------------------- | ------------------------- | ------ | ----- | ------ | ---------------------- | -------------------------- | ----------------------------------------- | -------------- | ------ | ------ |
| Liga ACB                      | Real Madrid 2                | Barclaycard Center        | 15.000 | M     | A      | Serie A                | Dinamo Sassari             | Pala Serradimigni                         | 5.000          | M      | B      |
| Liga ACB                      | FC Barcelona                 | Palau Blaugrana           | 8.250  | F     | A      | Serie A                | EA7 Emporio Armani Mailand | Mediolanum Forum                          | 11.200         | HF     | A      |
| Liga ACB                      | Unicaja Málaga               | Palacio Carpena           | 10.500 | HF    | B      | LKL                    | Žalgiris Kaunas            | Žalgirio Arena                            | 14.502         | M      | A      |
| Liga ACB                      | Laboral Kutxa                | Fernando Buesa Arena      | 15.504 | VF    | A      | Adria-Liga ( A-1 Liga) | KK Cedevita ∗              | Dražen-Petrović-Halle                     | 5.400          | F (M)  | B      |
| Türkiye Basketbol Ligi        | Pınar Karşıyaka Basket       | Karşıyaka Arena           | 5.000  | M     | B      | Basket League          | Olympiakos Piräus          | Stadion des Friedens und der Freundschaft | 14.095         | M      | A      |
| Türkiye Basketbol Ligi        | Anadolu Efes Istanbul        | Sinan Erdem Dome          | 16.000 | F     | A      | Basket League          | Panathinaikos Athen        | Olympiahalle Athen                        | 18.900         | F      | A      |
| Türkiye Basketbol Ligi        | Fenerbahçe Ülker             | Ülker Sports Arena        | 13.500 | HF    | A      | Basketball-Bundesliga  | Brose Baskets Bamberg      | Brose Arena                               | 6.900          | M      | B      |
| Türkiye Basketbol Ligi        | Darüşşafaka SK               | Volkswagen Arena Istanbul | 5.000  | VF    | WC     | Basketball-Bundesliga  | Bayern München             | Audi Dome                                 | 6.700          | F      | WC     |
| VTB United League ( Russland) | ZSKA Moskau ∗                | Megasport-Arena           | 13.126 | M     | A      | TBL                    | Stelmet Zielona Góra       | Centrum Rekreacyjno-Sportowe              | 6.080          | M      | B      |
| VTB United League ( Russland) | BK Chimki 3                  | Nowator-Sportarena        | 6.196  | F     | B      | Adria-Liga ( KLS)      | Roter Stern Belgrad        | Hala Pionir & Kombank-Arena               | 8.150 & 25.000 | HF (F) | B      |
| VTB United League ( Russland) | Lokomotive Kuban Krasnodar ∗ | Basket-Hall               | 7.500  | HF    | WC     | LNB Pro A              | Limoges CSP                | Palais de Beaublanc                       | 5.516          | M      | B      |
| Ligat ha’Al                   | Maccabi Tel Aviv             | Menora Mivtachim Arena    | 10.383 | HF    | A      | LNB Pro A              | Strasbourg IG              | Rhenus Sport                              | 6.200          | F      | WC     |

## Hauptrunde

### Vorrunde
Die Auslosung fand am 9. Juli 2015 statt.
Die Vorrunde wurde ausgespielt zwischen dem 15. Oktober und dem 18. Dezember 2015. Für die Gruppenplatzierungen waren bei Mannschaften mit gleicher Anzahl von Siegen nicht das gesamte Korbpunktverhältnis, sondern nur das addierte Ergebnis im direkten Vergleich der Mannschaften untereinander entscheidend.

#### Gruppe A
| Team                   | Sp | S | N | P+  | P-  |
| ---------------------- | -- | - | - | --- | --- |
| 1. Fenerbahçe          | 10 | 8 | 2 | 770 | 707 |
| 2. BK Chimki           | 10 | 5 | 5 | 798 | 740 |
| 3. Roter Stern Belgrad | 10 | 5 | 5 | 766 | 813 |
| 4. Real Madrid         | 10 | 5 | 5 | 854 | 808 |
| 5. FC Bayern München   | 10 | 4 | 6 | 763 | 780 |
| 6. Strasbourg IG       | 10 | 3 | 7 | 711 | 814 |

#### Gruppe B
| Team                     | Sp | S | N | P+  | P-  |
| ------------------------ | -- | - | - | --- | --- |
| 1. Olympiakos Piräus     | 10 | 8 | 2 | 761 | 692 |
| 2. Anadolu Efes Istanbul | 10 | 6 | 4 | 864 | 805 |
| 3. Laboral Kutxa Vitoria | 10 | 6 | 4 | 854 | 765 |
| 4. KK Cedevita Zagreb    | 10 | 4 | 6 | 760 | 780 |
| 5. Limoges CSP           | 10 | 3 | 7 | 698 | 823 |
| 6. EA7 Olimpia Milano    | 10 | 3 | 7 | 748 | 797 |

#### Gruppe C
| Team                    | Sp | S | N | P+  | P-  |
| ----------------------- | -- | - | - | --- | --- |
| 1. Lokomotive Kuban     | 10 | 8 | 2 | 754 | 683 |
| 2. FC Barcelona         | 10 | 6 | 4 | 822 | 747 |
| 3. Panathinaikos Athen  | 10 | 6 | 4 | 766 | 710 |
| 4. Žalgiris Kaunas      | 10 | 5 | 5 | 697 | 731 |
| 5. Pınar Karşıyaka      | 10 | 3 | 7 | 698 | 772 |
| 6. Stelmet Zielona Góra | 10 | 2 | 8 | 663 | 748 |

#### Gruppe D
| Team                     | Sp | S | N  | P+  | P-  |
| ------------------------ | -- | - | -- | --- | --- |
| 1. ZSKA Moskau           | 10 | 9 | 1  | 911 | 783 |
| 2. Unicaja Málaga        | 10 | 7 | 3  | 761 | 719 |
| 3. Brose Baskets         | 10 | 6 | 4  | 778 | 720 |
| 4. Darüşşafaka Doğuş     | 10 | 4 | 6  | 704 | 740 |
| 5. Maccabi Tel Aviv      | 10 | 4 | 6  | 750 | 792 |
| 6. Dinamo Basket Sassari | 10 | 0 | 10 | 690 | 839 |

## Zwischenrunde (Top 16)
Die Zwischenrunde wurde zwischen dem 29. Dezember 2015 und dem 8. April 2016 ausgespielt. Genau wie in der Vorrunde waren für die Gruppenplatzierungen bei Mannschaften mit gleicher Anzahl von Siegen nicht das gesamte Korbpunktverhältnis, sondern nur das addierte Ergebnis im direkten Vergleich der Mannschaften untereinander entscheidend.

### Gruppe E
| Team                     | Sp | S  | N  | P+   | P-   |
| ------------------------ | -- | -- | -- | ---- | ---- |
| 1. Fenerbahçe            | 14 | 11 | 3  | 1095 | 1032 |
| 2. Lokomotive Kuban      | 14 | 9  | 5  | 1099 | 978  |
| 3. Panathinaikos Athen   | 14 | 9  | 5  | 1067 | 1027 |
| 4. Roter Stern Belgrad   | 14 | 7  | 7  | 1038 | 1060 |
| 5. Anadolu Efes Istanbul | 14 | 7  | 7  | 1121 | 1106 |
| 6. Darüşşafaka Doğuş     | 14 | 5  | 9  | 1060 | 1083 |
| 7. Unicaja Málaga        | 14 | 4  | 10 | 971  | 1076 |
| 8. KK Cedevita Zagreb    | 14 | 4  | 10 | 1038 | 1127 |

### Gruppe F
| Team                     | Sp | S  | N  | P+   | P-   |
| ------------------------ | -- | -- | -- | ---- | ---- |
| 1. ZSKA Moskau           | 14 | 10 | 4  | 1299 | 1185 |
| 2. Laboral Kutxa Vitoria | 14 | 9  | 5  | 1110 | 1075 |
| 3. FC Barcelona          | 14 | 8  | 6  | 1085 | 1059 |
| 4. Real Madrid           | 14 | 7  | 7  | 1173 | 1165 |
| 5. BK Chimki             | 14 | 7  | 7  | 1164 | 1138 |
| 6. Brose Baskets         | 14 | 7  | 7  | 1073 | 1088 |
| 7. Olympiakos Piräus     | 14 | 6  | 8  | 1083 | 1105 |
| 8. Žalgiris Kaunas       | 14 | 2  | 12 | 1007 | 1179 |

## Viertelfinale
Im Modus „Best-of-Five“ traten die verbliebenen acht Teams in vier Mannschaftsbegegnungen gegeneinander an. Die Gruppenersten und Gruppenzweiten aus der zweiten Phase genossen bei einem eventuell benötigten fünften Entscheidungsspiel Heimrecht. Die vier Mannschaften, welche diese Duelle für sich entscheiden konnten, qualifizierten sich für das Final-Four-Turnier. Die Spiele fanden vom 12. bis zum 26. April 2016 statt.
| Paarung               | Paarung | Paarung             | 1. Spiel | 2. Spiel    | 3. Spiel | 4. Spiel    | 5. Spiel |
| Fenerbahçe            | −       | Real Madrid         | 75:69    | 100:78      | 75:63    |             |          |
| Laboral Kutxa Vitoria | −       | Panathinaikos Athen | 84:68    | 82:78 n. V. | 84:75    |             |          |
| ZSKA Moskau           | −       | Roter Stern Belgrad | 84:74    | 77:76       | 78:71    |             |          |
| Lokomotive Kuban      | −       | FC Barcelona        | 66:61    | 66:92       | 70:82    | 92:80 n. V. | 81:67    |

## Final Four

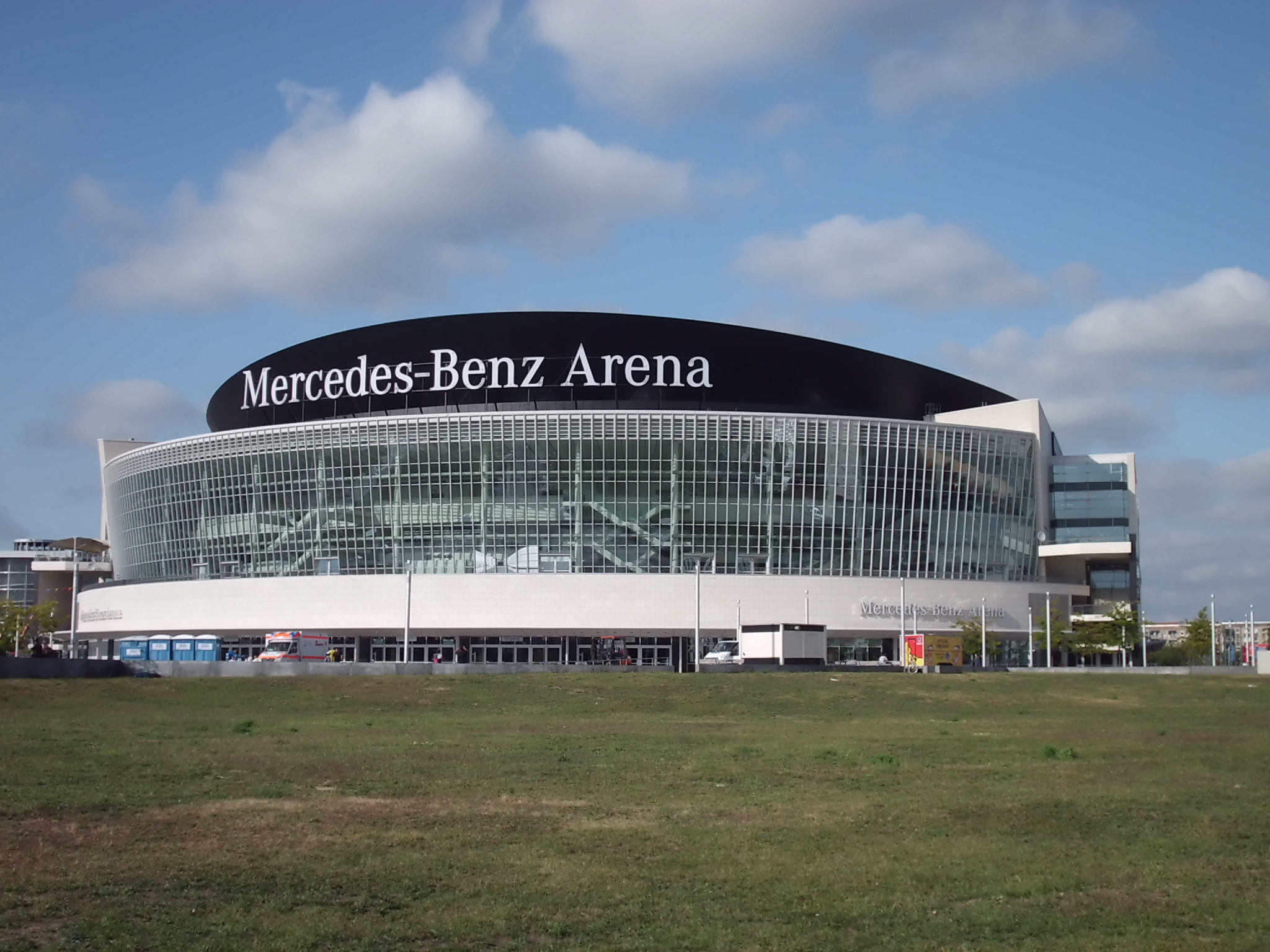
Mercedes-Benz Arena in Berlin

In einem Turnier, das zwischen dem 13. und 15. Mai 2016 in der Mercedes-Benz Arena in Berlin ausgetragen wurde, traten je zwei Mannschaften in Halbfinals gegeneinander an. Die Sieger qualifizierten sich für das Finale, aus dem der Sieger der EuroLeague hervorging.

### Halbfinale
Die Halbfinalspiele fanden am 13. Mai 2016 statt.
| Paarung     | Paarung | Paarung               | Ergebnis    |
| Fenerbahçe  | −       | Laboral Kutxa Vitoria | 88:77 n. V. |
| ZSKA Moskau | −       | Lokomotive Kuban      | 88:81       |

### Spiel um Platz 3
Das Spiel um Platz 3 fand am 15. Mai 2016 um 17:00 statt.
| Paarung               | Paarung | Paarung          | Ergebnis |
| Laboral Kutxa Vitoria | −       | Lokomotive Kuban | 75:85    |

### Finale
Das Finale fand am 15. Mai 2016 um 20:00 statt.
| Paarung          | Fenerbahçe – ZSKA Moskau |
| Ergebnis         | 96:101 n. V. |
| Datum            | 15. Mai 2016 |
| Stadion          | Mercedes-Benz Arena, Berlin |
| Zuschauer        | 11.216 |
| Schiedsrichter   | Luigi Lamonica, Robert Lottermoser, Damir Javor |
| Fenerbahçe Ülker | Pero Antić 16 Punkte, Bogdan Bogdanović 6, Luigi Datome 16, Bobby Dixon 17, Ricky Hickman 5, Nikola Kalinić 3, Melih Mahmutoğlu, Kostas Sloukas 10, Jan Veselý 7, Ekpe Udoh 16, sowie ohne Finaleinsatz: Barış Hersek, Berk Uğurlu Trainer: Željko Obradović |
| ZSKA Moskau      | Wiktor Chrjapa 10, Nando de Colo 22, Witali Fridson, Cory Higgins 12, Kyle Hines 15, Aaron Jackson 8, Pawel Korobkow, Nikita Kurbanow 4, Dmitri Kulagin, Demetris Nichols, Miloš Teodosić 19, Andrei Woronzewitsch 11 Trainer: Dimitrios Itoudis             |

## Auszeichnungen

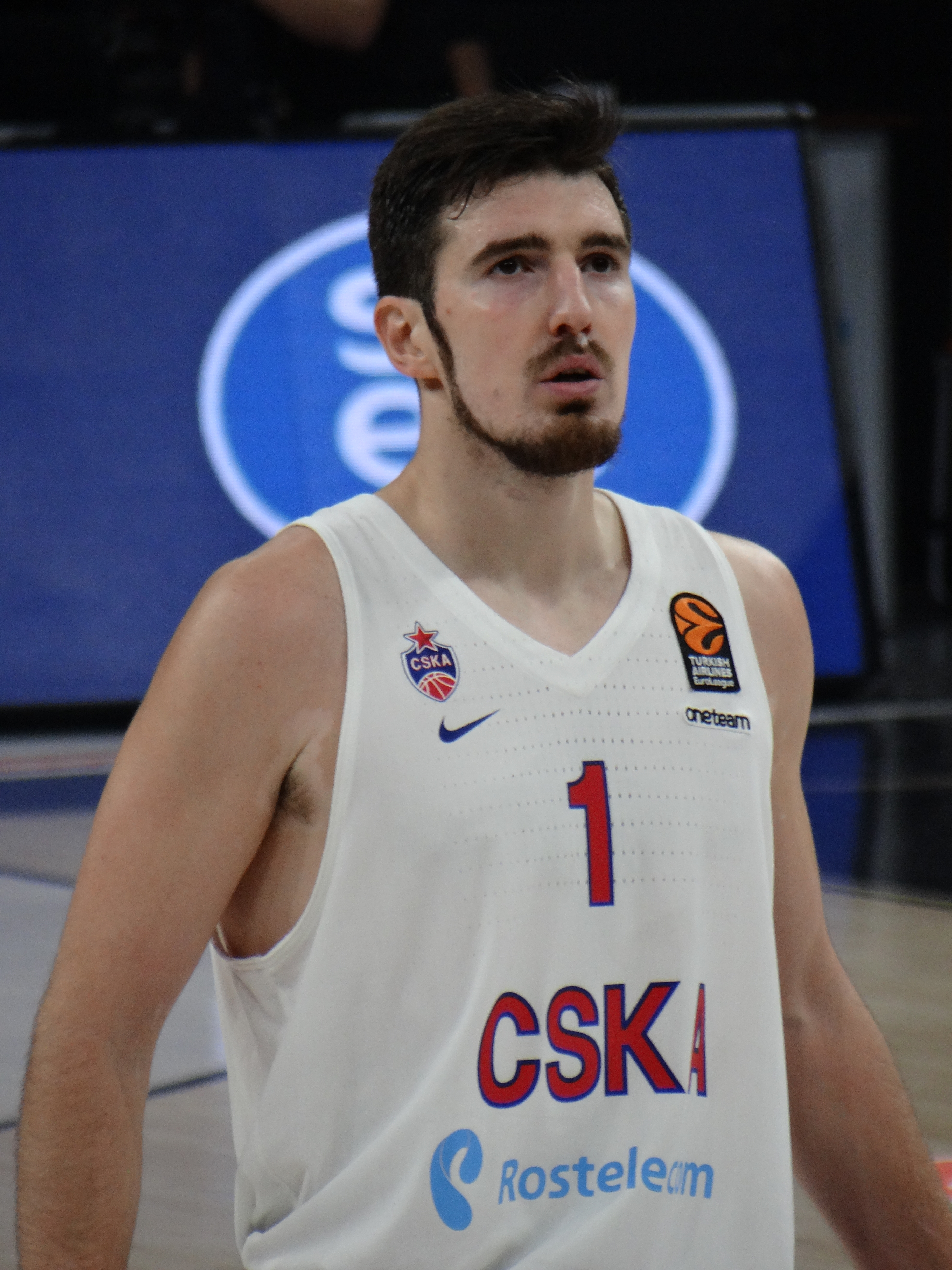
Regular Season und Final Four MVP: Nando de Colo

### MVP der Euroleague Saison
- Nando de Colo (ZSKA Moskau)

### Final Four MVP
- Nando de Colo (ZSKA Moskau)

### All Euroleague First Team
- Malcolm Delaney (Lokomotive Kuban)
- Nando de Colo (ZSKA Moskau)
- Miloš Teodosić (ZSKA Moskau)
- Jan Veselý (Fenerbahçe)
- Ioannis Bourousis (Laboral Kutxa)

### All Euroleague Second Team
- Luigi Datome (Fenerbahçe)
- Quincy Miller (Roter Stern)
- Ekpe Udoh (Fenerbahçe)
- Anthony Randolph (Lokomotive Kuban)
- Gustavo Ayón (Real Madrid)

### Bester Verteidiger
- Kyle Hines (ZSKA Moskau)

### Rising Star Trophy
- Álex Abrines (FC Barcelona)

### Alphonso Ford Top Scorer Trophy
- Nando de Colo (ZSKA Moskau)

### Trainer des Jahres (Alexander Gomelski Trophy)
- Dimitrios Itoudis (ZSKA Moskau)

### MVP des Monats
- Oktober:  Malcolm Delaney (Lokomotive Kuban)
- November:  Nicolò Melli (Brose Bamberg)
- Dezember:  Gustavo Ayón (Real Madrid)
- Januar:  Jan Veselý (Fenerbahçe)
- Februar:  Nando de Colo (ZSKA Moskau)
- März:  Ioannis Bourousis (Laboral Kutxa)
- April:  Ekpe Udoh (Fenerbahçe)